# Khẩu phần ăn

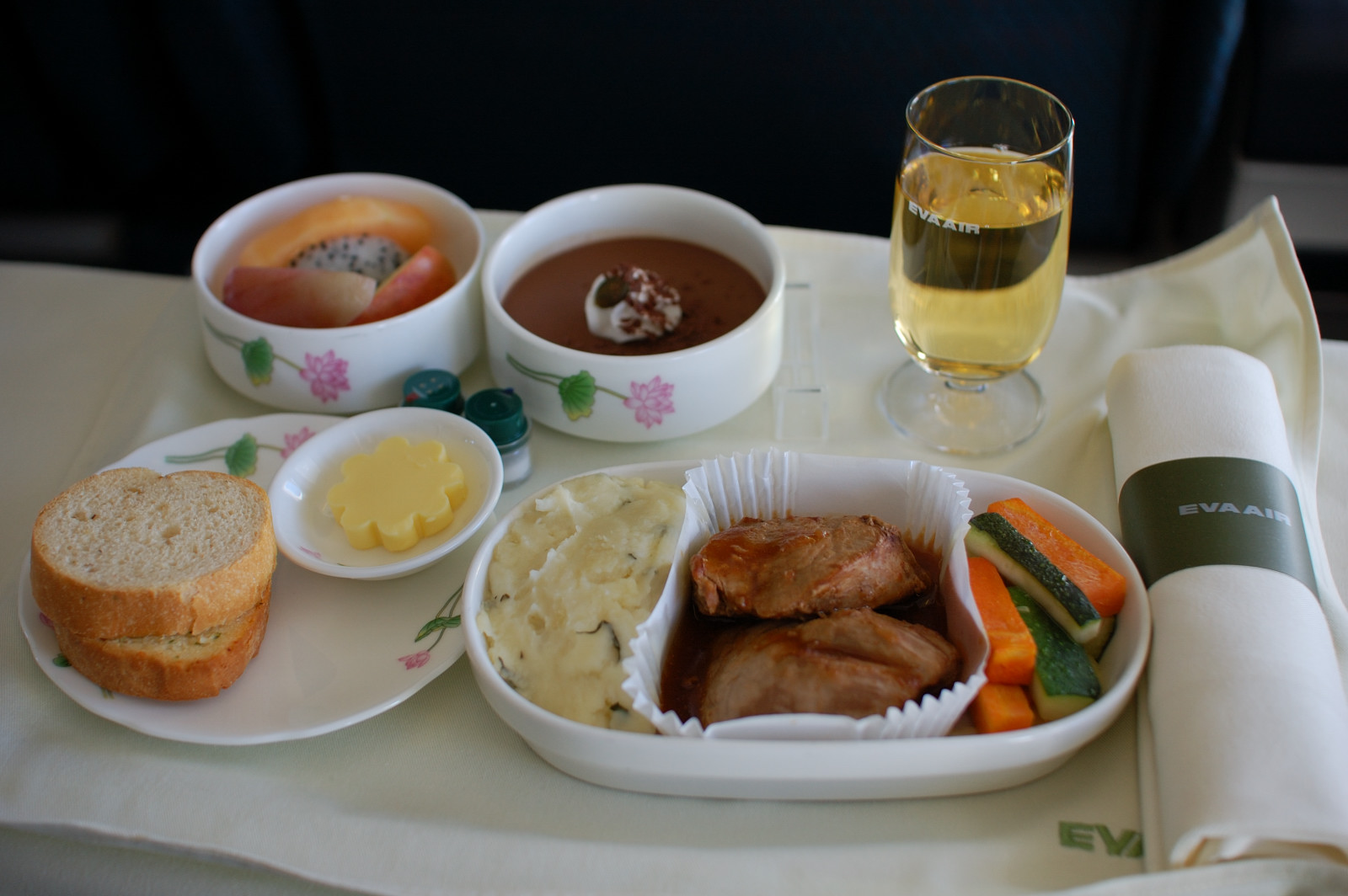
Một suất ăn hàng không

Khẩu phần ăn của người và động vật là tiêu chuẩn ăn (nhu cầu về năng lượng và các chất dinh dưỡng cần thiết) trong một ngày đã được cụ thể hoá bằng các các loại thức ăn xác định với khối lượng (hoặc tỷ lệ) nhất định. Cần cung cấp một khẩu phần ăn uống hợp lí (dựa vào thành phần và giá trị dinh dưỡng của thức ăn) để đảm bảogạo cho cơ thể sinh trưởng, phát triển và hoạt động bình thường. Theo Lisa Yong thì "Mọi người ăn theo phần, nên bất kể phần lớn hay nhỏ thì ai cũng đều ăn hết phần đó" còn Michael Pollan nhấn mạnh: "Hãy ăn, nhưng đừng ăn quá nhiều. Và ăn thực vật là chủ yếu".

## Trong chăn nuôi
Lợn nuôi thịt giai đoạn vỗ béo (từ 60 – 90 Kg), mức tăng trọng 600 gram/ngày; có nhu cầu dinh dưỡng. Năng lượng trao đổi 7.000 Kcal, 224 gram protein, 10 gram canxi, 13 gram phosphor, 40 gram muối; cần khẩu phần ăn (suất ăn) trong một ngày gồm: 1,7 kg , 0,3 kg khô dầu lạc, 2,8 kg rau xanh, 54 g bột vỏ sò, 40 g muối (NaCl). Phối hợp khẩu phần ăn hay lập khẩu phần ăn cần đảm bảo nhu cầu dinh dưỡng của từng đối tượng (người, động vật), tính ngon miệng và giá thành hợp lý để nâng cao hiệu quả kinh tế trong chăn nuôi.